# Dry Cell
Dry Cell – amerykański zespół metalowy powstały w 1998.

## Muzycy
Obecni członkowie
- Jeff Gutt – śpiew
- Danny Hartwell – gitara
- Judd Gruenbaum – gitara basowa, śpiew towarzyszący
- Brandon Brown – perkusja

Byli członkowie
- Dave Wasierski – śpiew

## Twórczość
Disconnected to pierwszy i niewydany album zespołu. Domyślnie wydawnictwo miało zawierać 12 utworów. Wydanie jedynego albumu grupy zaplanowane na 16 lipca 2002 nie doszło do skutku.
Lista utworów
| Lp. | Tytuł                 | Długość |
| --- | --------------------- | ------- |
| 1.  | „Slip Away”           | 4:12    |
| 2.  | „Under the Sun”       | 3:31    |
| 3.  | „Body Crumbles”       | 3:03    |
| 4.  | „Last Time”           | 3:34    |
| 5.  | „Sorry”               | 3:33    |
| 6.  | „Silence”             | 3:09    |
| 7.  | „So Long Ago”         | 3:45    |
| 8.  | „Forever Beautiful”   | 2:50    |
| 9.  | „Disconnected”        | 2:47    |
| 10. | „Ordinary”            | 4:35    |
| 11. | „Brave”               | 3:00    |
| 12. | „Last Time (reprise)” | 6:07    |